# Liste der Kulturdenkmäler in Mannebach (bei Saarburg)
In der Liste der Kulturdenkmäler in Mannebach sind alle Kulturdenkmäler der rheinland-pfälzischen Ortsgemeinde Mannebach einschließlich des Ortsteils Kümmern aufgeführt. Grundlage ist die Denkmalliste des Landes Rheinland-Pfalz (Stand: 8. Februar 2023).

## Denkmalzonen
| Bezeichnung                 | Lage                          | Baujahr | Beschreibung                                                       | Bild            |
| --------------------------- | ----------------------------- | ------- | ------------------------------------------------------------------ | --------------- |
| Denkmalzone Brunnenstraße 7 | Kümmern, Brunnenstraße 7 Lage | 1884    | Brunnenanlage und Quereinhaus, Krüppelwalmdachbau, bezeichnet 1884 | Fotos hochladen |

## Einzeldenkmäler
| Bezeichnung                      | Lage                                            | Baujahr                     | Beschreibung                                                                                              | Bild                           |
| -------------------------------- | ----------------------------------------------- | --------------------------- | --- | ------------------------------ |
| Wegekapelle                      | Mannebach, Hauptstraße, bei Nr. 21 Lage         | Ende des 19. Jahrhunderts   | neugotische Wegekapelle, Ende des 19. Jahrhunderts                                                        | BW                             |
| Relief                           | Mannebach, Kirchstraße Lage                     | 19. Jahrhundert             | St.-Nikolaus-Relief, 19. Jahrhundert                                                                      | BW                             |
| Katholische Pfarrkirche St. Anna | Mannebach, Kirchstraße 5 Lage                   | 1852/53                     | historistischer Saalbau, 1852/53, Architekt Alexius Faure; in der Friedhofsmauer Reste älterer Grabsteine | weitere Bilder Fotos hochladen |
| Wegekreuz                        | Mannebach, Kümmerner Weg, an Nr. 5 Lage         | 18. Jahrhundert             | Kruzifix in Steinnische, 18. Jahrhundert                                                                  | BW                             |
| Wegekreuz                        | Mannebach, Schulstraße, an Nr. 2 Lage           | 1838                        | Schaftkreuz, bezeichnet 1838                                                                              | Fotos hochladen                |
| Wegekreuz                        | Mannebach, Wiesenweg, bei Nr. 3 Lage            | 1777                        | Wegekreuz, Rokoko, bezeichnet 1777                                                                        | Fotos hochladen                |
| Wegekreuz                        | Mannebach, südöstlich des Ortes im Wald Lage    | frühes 17. Jahrhundert      | Nischenkreuz, frühes 17. Jahrhundert                                                                      | BW                             |
| Wegekreuz                        | Mannebach, südlich des Ortes in der Talaue Lage | 1707                        | Nischenkreuz, bezeichnet 1707                                                                             | BW                             |
| Bildstock                        | Mannebach, südlich des Ortes Lage               | Anfang des 19. Jahrhunderts | neu zusammengesetzter Kreuzigungsbildstock auf altem Setzstein, Anfang des 19. Jahrhunderts               | BW                             |
| Bildstock                        | Kümmern, Nitteler Straße Lage                   | 1653                        | Kreuzigungsbildstock, bezeichnet 1653                                                                     | Fotos hochladen                |